# Hebron (Connecticut)
Hebron ist eine US-amerikanische Stadt im Tolland County des US-Bundesstaats Connecticut.
Sie hat etwa 9.100 Einwohner (Stand: 2004). Das Stadtgebiet hat eine Größe von 96,5 km².
Der National Park Service weist für Hebron zwei Einträge im National Register of Historic Places (NRHP) aus (Stand 12. November 2018), der Hebron Center Historic District und das Augustus Post House.

## Söhne und Töchter der Stadt
- Daniel Buck (1753–1816), Politiker und Jurist, der Vermont Attorney General